# Суоярві (озеро)
Суоя́рві (фін. Suojärvi; застар. Шуезеро) — прісне озеро, розташоване на південному заході Карелії (Росія). В перекладі з фінської мови назва перекладається як «Болотне озеро».

## Опис
Форма лопатева, ділиться на три плеса. Островів на озері близько 50 загальною площею 4,9 км². Береги кам'янисто-піщані.
Основний приплив з озера Салонярві через протоку Каратйокі. З північно-східній частині озера витікає річка Шуя. Мулисті ґрунти, в прибережній зоні — кам'янисто-піщані ґрунти. Зустрічаються зони залягання озерної руди.
Рівень води озера протягом року схильний до значних коливань. Водна рослинність представлена в основному очеретом в затоках.
У Суоярві виявлено 11 видів риб, які належать до 5 родин. Основну частину складають представники коропових і окуневих (8 видів). Основні промислові риби — судак, окунь, плітка, щука, минь і лящ, другорядні — в'язь, ялець, верховодка і йорж.
У 1930-1950-тих роках озеро було судноплавним, на ньому працювали буксири лісопромислових господарств. Буксир «Суоярві», що працював на озері, під час Другої світової війни затонув, був піднятий ЕПРОНом в 1945 р..
У південній частині озера знаходиться місто Суоярві.